# N-320
La N-320 es una carretera nacional de España que comunica Cuenca con Guadalajara y el norte de la Comunidad de Madrid, hasta el municipio de Venturada.

## Trazado
Tiene una longitud de 187,08 km.
Desde su comienzo en Cuenca, la carretera se introduce en La Alcarria. Atraviesa Chillarón de Cuenca, Villar de Domingo García y Cañaveras, después pasa junto al embalse de Buendía, y entra a la provincia de Guadalajara.
La N-320 pasa por Alcocer y Sacedón (N-204). Tras pasar este último pueblo, la carretera baja hacia el embalse de Entrepeñas.
En los alrededores de Sacedón y sobre todo al llegar a Auñón hasta Guadalajara la carretera se destaca por no tener intersecciones al mismo nivel, así como carriles de vehículos lentos, pre-señalización de salidas tipo autovía y otras medidas de seguridad destacables. 
Luego pasa por Tendilla, Armuña de Tajuña y Horche, último pueblo antes de llegar a Ciudad Valdeluz donde se encuentra la Estación de Guadalajara-Yebes y a la ciudad de Guadalajara. Aquí la carretera coincide en su trazado con la A-2 durante tres kilómetros, entre los puntos kilométricos 52 y 55, hasta la desviación de Cabanillas del Campo (salida 52A dirección Madrid y salida 51 dirección Zaragoza-Barcelona) donde enlaza con la autopista de peaje R-2), lugar en el que la carretera comienza a atravesar la comarca de la Campiña de Guadalajara; pasa por Torrejón del Rey, Galápagos, Valdeaveruelo y El Casar. Tras superar varias urbanizaciones, entra en la Comunidad de Madrid.
Finalmente pasa cerca de Talamanca de Jarama y bordea por el Sur a Torrelaguna donde gira hacia el oeste para pasar junto a Redueña y acabar en la autovía A-1, a la altura de Venturada.